# 周秀中
周秀中（1924年—），男，湖南常德人，中国有机化学家，曾任南开大学化学系副系主任、教授、博士生导师。